# Ain Kaicher
Ain Kaicher (franska: Ain Kaicher (CR), Ain Kaicher (Commune Rurale), arabiska: وادي زم (البلدية)) är en kommun i Marocko.   Den ligger i provinsen Khouribga och regionen Béni Mellal-Khénifra, i den nordöstra delen av landet, 140 km söder om huvudstaden Rabat. Antalet invånare är 5 008.